# Ciclo diurno

A rotação da Terra em relação ao Sol provoca o ciclo dia/noite de 24 horas.

A variação diurna da temperatura do ar (azul) apresenta um atraso de 3 a 4 horas em relação à insolação ao meio-dia solar (vermelho).

Ciclo diurno (ou ciclo diário) é qualquer padrão que se repete a cada 24 horas como resultado de uma rotação completa do planeta Terra em torno do seu eixo. A rotação da Terra provoca flutuações diárias de temperatura na superfície terrestre ao longo do dia e da noite, bem como desfasamento sazonal ao longo do ano. O ciclo diurno depende principalmente da radiação solar recebida. O ciclo diurno, em conjugação com os efeitos gravitacionais da Lua e do Sol, é origem da principal componente das marés oceânicas e da maré terrestre. O ciclo de aproximadamente 12 horas é designados por ciclo semidiurno tendo igualmente grande relevância geofísica e ecológica.

## Clima e atmosfera
Em climatologia, o ciclo diurno é uma das formas mais básicas de padrão climático, incluindo variações na temperatura diurna e precipitação. Os ciclos diurnos podem ser aproximadamente sinusoidais ou incluir componentes de uma sinusoide truncada (devido ao nascer e pôr do Sol) e ao relaxamento térmico (arrefecimento de Newton) durante a noite.
O ciclo diurno tem também um grande impacto nos níveis de dióxido de carbono na atmosfera, devido a processos como a fotossíntese e a respiração celular.

## Efeitos biológicos
Os ciclos diurnos de luz e temperatura podem resultar em ciclos semelhantes nos processos biológicos, como a fotossíntese nas plantas e a depressão clínica nos seres humanos. As respostas das plantas aos ciclos ambientais podem mesmo induzir ciclos indirectos nas actividades microbianas da rizosfera, incluindo a fixação de azoto.

## Ciclo semi-diurno
Um ciclo semi-diurno refere-se a um padrão que ocorre aproximadamente a cada 12 horas ou duas vezes por dia. Muitas vezes, estes podem ser relacionados com a maré lunar, caso em que o intervalo é mais próximo de 12 horas e 25 minutos.